# Gombaszögi Margit
Gombaszögi Margit, Gombaszögi Mária Magdolna (Budapest, 1880. május 19. – Budapest, Terézváros, 1925. november 12.) színésznő. Gombaszögi Frida, Ella és Irén testvére.

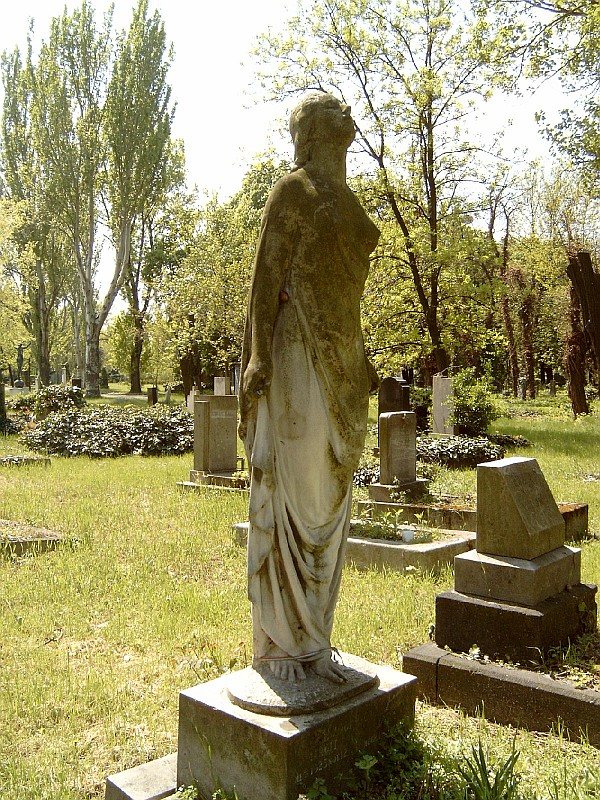
Húgával, Ellával közös sírja a Fiumei úti sírkertben (33-1-51/a), Alkotó: Pásztor János

## Életútja
Grün József és Weisz Rozina leánya. A Gombaszögi (Grün) leányokat övező legendárium szerint Margit volt a nővérek közül a legszebb. Előbb a Népszínházban volt karénekes, majd 1897-ben a Magyar Színházhoz került, ahol már színésznőként kapott szerződést. A Gésák főszerepében lépett először színpadra, majd játszott a Szulamit, New York szépe, A bibliás asszony, A kék asszony és más operettekben, nagy sikert aratva.

## Magánélete
1908. november 11-én Gödöllőn, férjhez ment Romeiser Rezső Vilmos Nándor (Budapest, 1879. április 17. – Budapest, 1931. december 30.) szolgabíróhoz, akinek a szülei Romeiser Vilmos (1824–1892), vaskereskedő, pesti bérház-tulajdonos, és Pfeifer Magdolna voltak. Romeiser Rezső szolgabírónak az anyai nagybátyjai: Pfeifer Ferdinánd (1833–1879) magyar könyvkiadó, könyvkereskedő, Magyar Könyvkereskedők Egylete első elnöke, és Pfeifer István (1840–1909), pesti könyvkereskedő, bérháztulajdonos, a Magyar Könyvkereskedők Egylete tagja. A házasságkötés után Gombaszögi Margit visszavonult a színpadtól. Fiatalon, 44 éves korában hunyt el petefészekrák következtében. Síremlékét, Pásztor János szobrászművész alkotását 1927-ben avatták fel a Kerepesi úti temetőben. 1951-ben erre a sírhelyre, Margit mellé temették húgát, Gombaszögi Ella színésznőt is.

## Fontosabb szerepei
- Molly (Jones: Gésák)
- Sulamith (Goldfaden E.)
- Marjorie May (Kerker: New York szépe)